# Georges Cziffra
Georges (György) Cziffra (Boedapest, 5 november 1921 - Senlis, 17 januari 1994) was een Hongaars pianovirtuoos.

## Biografie
Cziffra werd geboren in een arme familie. Zijn vader György Cziffra sr., cimbalomspeler, was van Roma-komaf, wat de leefomstandigheden van de familie niet gunstig beïnvloedde. Cziffra kwam op vijfjarige leeftijd in de grote belangstelling door volksmelodieën in cafés en circussen te spelen, iets wat hem overigens in zijn verdere carrière bleef achtervolgen en waar critici vaak op een negatieve manier gebruik van hebben gemaakt. Anderen zagen juist een buitengewoon wonderbaarlijk talent in hem.
Op 9-jarige leeftijd kwam hij in de belangstelling van de Franz Liszt Muziekacademie in Boedapest, waar hij, als jongste student ooit, werd toegelaten. Cziffra diende tijdens de Tweede Wereldoorlog het Hongaarse leger, waardoor zijn opleiding enige tijd werd onderbroken. Na de oorlog hervatte hij zijn opleiding. In 1950 werd zijn carrière opnieuw onderbroken. Hij werd gearresteerd vanwege politiek-rebellieuze opvattingen en in gevangenschap geplaatst, waarvan hij in 1953 werd vrijgelaten. Hij verliet in 1956 samen met zijn vrouw en zoon op de vooravond van de Hongaarse Opstand zijn geboorteland Hongarije, dat op dat moment sterk door de Sovjet-Unie werd gedomineerd. Ze vluchtten naar West-Europa en kwamen via Wenen uiteindelijk in Parijs terecht. Vanaf dat moment maakte zijn carrière een enorme vaart.
In 1973 richtte hij de Fondation Cziffra in de Chapelle Royale Saint-Frambourg te Senlis op. In 1977 publiceerde hij zijn autobiografie Des canons et des fleurs. Cziffra overleed op 72-jarige leeftijd aan een hartaanval (ten gevolge van longkanker).
Cziffra werd vooral beroemd om zijn briljante, duizelingwekkende vertolkingen van de virtuoze werken van Franz Liszt, waaronder de Hongaarse Rapsodieën waar hij volgens menig kenner, net zoals Liszt, een 'aangeboren' affiniteit mee had. Ook vertolkte hij werken van Frédéric Chopin en Robert Schumann, waar hij veel lof voor oogstte. De meeste van zijn opnames verschenen bij His Master's Voice, het huidige EMI. Naast pianist was Cziffra ook componist: zo maakte hij onder andere een virtuoze transcriptie van Nikolai Rimsky-Korsakovs compositie De vlucht van de hommel, voor het grootste gedeelte gecomponeerd in in-elkaar-grijpende (oftewel "interlocking") octaven.
Veel van zijn vertolkingen worden als controversieel beschouwd. Sommige critici zijn van mening dat zijn manier van spelen onmuzikaal en opzichtig is, anderen deden deze reacties af als 'professionele' jaloezie. Over het algemeen is er geen enkele twijfel over zijn buitengewone virtuositeit, en bovendien: dat hij een meester in het improviseren was.
Cziffra's zoon, György jr., werd een befaamd dirigent, maakte verscheidene opnames waaronder een aantal concerten met zijn vader, maar kwam door brand in 1981 te Parijs om het leven. In de overblijfselen van het appartement is een afscheidsbrief gevonden van Cziffra Jr, wat duidt op zelfmoord. Het officieuze verhaal echter gaat uit van een ongeluk. Dit voorval heeft grote impact gehad op de verdere carrière van zijn vader, Cziffra Sr, hij heeft hierna nooit meer publiekelijk opgetreden.